# 中國、巴西關於政治解決烏克蘭危機的共識
《中國、巴西關於政治解決烏克蘭危機的共識》，簡稱《六點共識》，是一份由中國共產黨中央政治局委員兼中華人民共和國外交部部長王毅與巴西總統外交政策首席顧問塞爾索·阿莫里姆於2024年5月23日所發表，涉及俄羅斯入侵烏克蘭的和平方案。

## 背景
自2022年俄羅斯入侵烏克蘭以來，中華人民共和國當局曾在2023年2月24日為俄烏和平進程提出《關於政治解決烏克蘭危機的中國立場》立場文件。但路透社指，中國對解決俄烏之間衝突的措施付之闕如。美聯社的報導指出，中國雖然聲稱在俄羅斯入侵烏克蘭問題上保持中立，但仍被支持烏克蘭的國家視為偏向俄羅斯一方。
烏克蘭總統弗拉基米爾·澤連斯基積極尋求中國參與2024年6月舉行的烏克蘭和平峰會，中方后以俄羅斯未平等参与为由拒絕参加。
巴西政府對俄羅斯入侵烏克蘭的看法與其他拉丁美洲國家政府的立場不謀而合。該地區的共識是反對美國和歐洲一起向烏克蘭運送軍事物資，並且不支持西方主導的對俄羅斯的制裁。但巴西的一貫立場是譴責俄羅斯的入侵，支持維護主權原則並主張遵守國際法。而盧拉自2023年1月就職巴西總統以來，就將推動烏克蘭問題的和平解決方案作為主要的外交政策，儘管其主導的和平方案未獲美國總統祖·拜登的支持，但他在2023年訪問中華人民共和國的時候，其將和平方案與中國的《十二點和平倡議》並行推出。
盧拉的和平方案被认为並不具體，其基於如果全球的和平主義國家能够聯合起来，就能夠幫助停止烏克蘭戰爭的一種理念。盧拉寻求的是雙方立即停火，對巴西而言，其關心戰爭會成為一個無法控制的大規模衝突，導致全球經濟和永續發展構成威脅。巴西總統外交政策首席顧問阿莫里姆在2024年4月在基輔會見烏克蘭總統澤連斯基時，阿莫里姆向澤連斯基傳達盧拉的和平方案和核心訊息。

## 內容
中國巴西雙方呼籲戰爭相關各方遵守三原則，即「戰場不外溢、戰事不升級、各方不拱火」降溫局勢，對話談判是唯一解決烏克蘭危機的出路，以直接對話創造緩和局勢以至於全面停火的條件。中巴雙方支持在合適時間召開戰爭雙方認可，以及各國平等參與的國際和會。
而在戰爭相關地區，必須增加人道主義援助，以防止人道主義危機的擴大。重要的是避免攻擊平民和民用設施，保護婦女、兒童等平民和戰俘，並支持戰爭各方交換戰俘。中巴雙方不接受使用大規模殺傷性武器，尤其是核武器和生化武器攻擊和平核設施，如核電站，故必需盡可能防止核擴散，各方都應遵守核安全公約等國際法，以避免人為引起的核事故。
中巴雙方不接受割裂世界和形成封閉的政治或經濟集團。在能源、貨幣、金融、貿易、糧食安全以及保護油氣管道、海底光纜、電力能源設施、光纖網絡等關鍵基礎設施安全問題上，各國都應加強國際合作，以維護全球產業鏈供應鏈的穩定性。

## 後續
路透社報導指，儘管中國當局沒有批評參與2024年6月烏克蘭和平峰會的參與國家，但北京向發展中國家駐華外交官宣揚烏克蘭和平峰會只會延長戰爭的說法，並向西方國家稱發展中國家與中國觀點一致。路透社引用外交官的說法，中國推出《六點共識》是對烏克蘭和平峰會的「巧妙抵制」。
王毅在6月1日表示，俄烏目前不具備和談的條件，但《六點共識》已獲45個國家積極回應，其中26個國家確認支持，而俄烏雙方也肯定大部分內容。其形容《六點共識》是「當今世界最大公約數」，當越多國家支持《六點共識》，就是「真正的和平峰會」舉行之最佳時機。王毅稱中國重視瑞士舉行的峰會，但暗示中國不會參與。
《華爾街日報》報導指，6月2日在新加坡舉行的香格里拉對話上，中國軍方代表團一直避見澤連斯基在內的烏克蘭代表團，也拒絕出席澤連斯基的演講。澤連斯基發表講話中指責中國身為大國，淪為普京手上的工具，破壞和平峰會。中國軍方代表團成員之一，中國人民解放軍國防大學國際防務學院院長徐輝接受鳳凰衛視訪問回應稱：
我想奉勸澤連斯基，要考慮烏克蘭人民的生命的價值，他在為什麼而戰？要搞清楚。美國總統拜登說過一句話很恐怖，他說他會支持烏克蘭，戰鬥到最後一個烏克蘭人。如果是戰鬥到最後一個烏克蘭人，烏克蘭人民在為什麼而戰呢？你人都沒有了。他（拜登）不是戰鬥到最後一個美國人在支持烏克蘭，他是給烏克蘭『賣彈藥』，支持烏克蘭打仗，哪怕打到最後一個人都要繼續賣彈藥，這是很恐怖的一種言論。（澤連斯基）應該仔細想想這句話，對烏克蘭意味著什麼？對世界意味著什麼？對歐洲又意味著什麼？
烏克蘭外交部在6月4日發表聲明，拒絕中國與巴西達成的《六點共識》，暗示中國未能在俄烏和平進程上採取平衡的立場，其希望意圖恢復和平的國家都應該確保峰會順利舉行，非破壞峰會。而實現和平之唯一基礎是澤連斯基發表的《烏克蘭和平方案》。8月29日，乌克兰驻巴西大使安德烈·梅尔尼克（Andriy Melnyk）表示，乌克兰不知道巴西正在与中国制定所谓的和平计划，巴西甚至没有告知乌克兰方面该文件的准备情况，对乌克兰来说构成挑战。他举例说明，「当一个人去找外交顾问时，你可以完美地沟通，你询问计划是什么，在和平峰会的立场是什么，但直到后来你才发现事实上他们正在准备另一种方法」。梅尔尼克指出，中国和巴西的计划对这两国都有利，中国明白，仅靠自己制定的计划不会得到西方国家的支持，因此需要一个合作伙伴。但反过来，巴西也寻求利用与中国的合作来获得世界领导人之一的地位。9月12日，乌克兰总统弗拉基米尔·泽连斯基在接受巴西媒体采访时愤慨地对中国和巴西在没有询问乌克兰的情况下就允许自己提出一些和平计划表示：
你要么支持战争，要么不支持战争。如果你不支持，那就帮助我们阻止俄罗斯吧。我们应该放弃我们的土地，忘记他们正在杀害我们的人民吗？这有什么妥协之处？这就是我认为它具有破坏性的原因。这只是一个政治声明。你怎么能提出‘这是我们的倡议’而不向我们提出任何要求。我告诉巴西总统，让我们坐下来谈谈，你不是我们的敌人，我们也不是你的敌人，为什么你突然决定站在与俄罗斯一边并处于中立的位置。我们并不愚蠢，你们为什么需要这个？你们与俄罗斯讨论了一项倡议，然后提出一个倡议说，让我们接受它。这绝对不是关于正义，不是关于价值观，绝对不是关于尊重乌克兰，也不尊重中国和巴西都经常谈论的领土完整。
2024年9月13日，美国常驻联合国副代表罗伯特A·伍德批评中国企图在乌克兰实现和平的计划，指出中国的《六点共识》计划将开创一个危险的先例，而让俄罗斯实现和平的最快途径是从乌克兰撤军并停止空袭。如果俄罗斯不寻求和平，那么为全世界实现和平的最快的方法就是剥夺其继续进行非法袭击的机会。他表示，北京借助所谓的“无限制”伙伴关系以及对俄罗斯国防和工业基础的大规模支持来推动俄罗斯的侵略，这使得俄罗斯能够继续在乌克兰进行战争，中国怎么能一边支持俄罗斯发动战争，一边又支持和平。此外，他表示中国正在帮助俄罗斯传播有关乌克兰的宣传和虚假信息，再以「合法的安全考虑」为这场战争辩护。罗伯特·伍德最后强调，俄罗斯在乌克兰的行动没有任何法律和任何合理理由，美国和其他国家将确保俄罗斯不会因违反《联合国宪章》而受到奖励。
2024年9月24日，乌克兰总统泽连斯基在联合国安理会一场会议上不点名批评一些被讨论为和平计划潜在调解者的国家，其中包括向莫斯科让步。泽连斯基表示，乌克兰没有针对世界不同地区的不同版本的《联合国宪章》，没有区域性的「准法规」，沒有金砖国家或七国集团单独的联合国宪章，没有单独的俄罗斯-伊朗联合国宪章或单独的中国-巴西联合国宪章。他强调，通往公正世界的道路只有一条，这反映在其《和平方案》中，也是基于《联合国宪章》的实施。泽连斯基呼吁采取统一行动，不要将世界划分为集团或区域集团，并强调「团结总是有利于和平」。泽连斯基之后在第二天的演讲中，直接批评中国和巴西正在寻找乌克兰的替代方案是与俄罗斯独裁者弗拉基米尔·普京合作。他指出，如果任何国家正在寻找替代方案或忽视和平方案中的任何一点，那么“它本身就想做普京正在做的事情的一部分”。泽连斯基强调，乌克兰人永远不会接受将殖民历史强加给乌克兰的倡议。
欧盟高级代表何塞普·博雷利在联合国大会期间与中国外交部长王毅会面时提及这一点。博雷利强调，任何有关乌克兰全面、公正和可持续和平的建议都应以《联合国宪章》为基础，但中国和巴西从2024年5月起发表的联合声明并不是针对这个方向发展的。美国国务卿安东尼·布林肯在纽约联合国大会期间会见中国外交部长王毅时向后者表示，北京一方面说希望和平，希望看到冲突结束，但另一方面却允许其企业采取行动，而这些行动实际上帮助普京继续侵略，这根本不合逻辑。
2024年9月28日，瑞士对中国、巴西提出的致力乌克兰和平计划表示赞赏。乌克兰外交部对瑞士支持所谓「中巴六点共识」的消息表示失望，而瑞士参加了有关乌克兰和平方案具体要点的专题会议，因此无法理解这样一个决定的逻辑。乌克兰外交部强调，所有恢复乌克兰和平的想法、讨论和计划都应基于两个原则：「没有乌克兰，就没有乌克兰问题」，以及基于《联合国宪章》的建议，包括尊重乌克兰的主权和领土完整。乌克兰外交部还称，乌克兰总统泽连斯基的和平方案是实现全面、公正和可持续和平的唯一途径，并指出没有必要创建额外的形式和平台来讨论如何实现乌克兰和平。而任何不明确提及《联合国宪章》且不保证完全恢复乌克兰领土完整的举措都是不可接受的。这种「和平倡议」只会制造对话的假象，而侵略者却在继续其犯罪行为。乌克兰外交部呼吁瑞士和所有支持该法律和《联合国宪章》的国家避免参与此类倡议。瑞士驻乌克兰大使费利克斯·鲍曼（Felix Baumann）接受国际文传电讯社谈话时指出，对于中国和巴西的“和平倡议”存在误解。他指出，瑞士没有加入或签署任何公报。其次，瑞士参加了会议，但只是作为观察员。瑞士关于和平解决俄乌战争的立场没有改变，任何“和平倡议”都必须充分尊重国际法和《联合国宪章》，特别是乌克兰的领土完整和主权。费利克斯·鲍曼指出，瑞士认为，所有尊重上述基本原则的和平计划都值得考虑，这与六月份在布尔根施托克的和平峰会是建立在之前基于乌克兰和平方案和其他符合国际法和和平建议的讨论基础上，当时聚集了广泛的国家来讨论和平进程的前景。正是根据这一立场，瑞士外交部决定以观察员身份参加中巴双方发起的会议。但瑞士的立场没有改变。在没有乌克兰的情况下，不应就乌克兰问题做出任何决定。
乌克兰总统办公室主任顾问米哈伊尔·波多利亚克评论，中巴两国建立所谓的「和平之友」平台的倡议不会产生任何影响，并指这些都是‘投降之友’，该平台提出的所有‘和平倡议’完全是基于俄罗斯的理念。波多利亚克强调，「这是让乌克兰立即停止战争，然后把俄罗斯留在被占领土上，不要让俄罗斯输掉战争，这些不是和平倡议，这些是投降性质的倡议」。他再次明确指出，只有泽连斯基的和平方案一切都明确基于国际法，除此之外，乌克兰不可能接受任何和平倡议。